# Erik Wittrup Willumsen
Erik Wittrup Willumsen (født 4. januar 1931 på Frederiksberg, død 14. Juli 1996) er en dansk filmfotograf der bl.a. har arbejdet på film som Piger i trøjen, Fængslende feriedage og Julefrokosten.